# Lucius Nonius Asprenas
Lucius Nonius Asprenas (n. cca. 28 î.Hr. - d. cca. 30 d.Hr.) a fost un senator roman și un comandant de oști. A luat parte la războaiele împotriva germanilor.